# کریسپین بلانت
کریسپین جرمی رابرت بلانت (انگلیسی: Crispin Jeremy Rupert Blunt؛ زادهٔ ۱۵ ژوئیه ۱۹۶۰) سیاستمدار اهل بریتانیا است که به عنوان عضو مجلس از سال ۱۹۹۷ خدمت کرده‌است.